# Robotbok
En robotbok är en bok som skapats genom att man samlat ett antal artiklar från fritt tillgängliga källor som till exempel Wikipedia och gett ut samlingen som en bok. Benämningen robot kommer av att insamlandet av källmaterialet gjorts med hjälp av ett datorprogram. Robotböcker erbjuds oftast till försäljning via nätbokhandeln där det är svårare att avgöra vilket innehåll boken har, men exemplar har också synts till i traditionella bokbutiker. Titlarna som ges ut av ett "robotboksförlag" kan vara tiotusentals. Nästan inga böcker lagerförs normalt, utan de trycks (skrivs ut på skrivare) på begäran när en beställning av en viss titel görs. 
Ett typiskt upplägg på robotböckers innehåll kan vara att själva bokens titel är titeln på en Wikipediaartikel och inleds med den artikeln som huvudartikel. Sedan fylls det på med de artiklar som länkas till från huvudartikeln tills det att boken nått en rimlig storlek, t.ex. kring 100 sidor, se exemplet "History of Ghana" till höger.
Vissa svenska bibliotek har köpt in robotböcker. Till en del beror detta på att biblioteken gör automatiserade inköp. Priser på uppemot tusenlappen kan tyckas omotiverat högt för en mindre samling gratismaterial i tryckt form. Något som också kan anses missledande är att böckerna ofta har en eller flera författare angivna, dessa är dock bara uppdiktade personer eller har haft en väldigt liten roll i skapandet av böckerna.

## Exempel på förlag som ger eller har gett ut robotböcker
VDM Publishing (även känt som Alphascript Publishing, Betascript Publishing). VDM hade (2014) 600 000 titlar av vilka drygt 40 000 fanns hos nätbokhandeln Ad Libris och 7 000 hos Bokus. VDM har enligt vd Thorsten Ohm upphört med att nyeditera robotböcker.
Ett annat sådant förlag är Books LLC.